# 埃米利奧巴爾迪桑區
9°56′59″S 76°15′04″W / 9.9496°S 76.2512°W
埃米利奧巴爾迪桑區（西班牙語：Distrito de Hermilio Valdizán），是秘魯的一個區，位於該國中部瓦努科大區的萊昂西奧帕拉多省，始建於1952年5月27日，面積117.2平方公里，海拔高度1,250米，2005年人口3,742，人口密度每平方公里32人。